# 梁伟 (1952年)
梁伟（1952年7月—），河北获鹿人，男，汉族，中华人民共和国政治人物。

## 生平
1969年3月参加工作，1977年9月加入中国共产党。中国人民大学函授学院工业经济管理专业毕业，中共中央党校经济管理专业在职研究生学历。
历任北京市油脂公司副经理、经理，北京市粮食局局长助理兼市节粮办主任，北京市粮食局副局长、局长，中共北京市委商贸工委副书记、书记，市商委主任，中共通州区委书记等职。2007年5月获任中共北京市委常委，次年2月兼任市总工会主席。2012年1月当选北京市人大常委会副主任。2016年1月，卸任北京市人大常委会副主任职务。